# Guetta Blaster
Guetta Blaster – druga solowa płyta francuskiego DJ-a Davida Guetty wydana 13 września 2004 roku, nakładem Perfecto Records.

## Lista utworów
1. „Money” (Radio edit) (gośc. Chris Willis & Moné) – 3:06
2. „Stay” (gośc. Chris Willis) – 3:30
3. „The World Is Mine” (gośc. JD Davis) – 3:38
4. „Used to Be the One” (gośc. Chris Willis) – 4:06
5. „Time” (gośc. Chris Willis) – 4:07
6. „Open Your Eyes” (gośc. Stereo MCs) – 4:15
7. „ACDC” – 4:01
8. „In Love With Myself” (gośc. JD Davis) – 4:26
9. „Higher” (gośc. Chris Willis) – 3:43
10. „Movement Girl” (gośc. James Perry) – 4:01
11. „Get Up” (gośc. Chris Willis) – 3:03
12. „Last Train” (gośc. Miss Thing) – 3:07

### Bonusy
- Wszystkie dodatkowe utwory znajdują się w digipacku limitowanej edycji albumu

1. „Old School Acid” (gośc. James Perry) – 03:18
2. „Stay” (Remix) (gośc. Chris Willis) – 03:27

- Wszystkie dodatkowe utwory i nagrania znajdują się na płytach CD/DVD limitowanej edycji albumu

1. „Stay” (Fuzy Hair RMX edit) (gośc. Chris Willis) – 4:45
2. „The World Is Mine” (Deep Dish RMX edit) (gośc. JD Davis) – 4:07
3. „Old School Acid” (gośc. James Perry) – 3:18

- DJ Mix
- Wywiad na temat powstania albumu
- Video mix
- „Stay” – teledysk
- „Money” – teledysk

## Certyfikaty i sprzedaż
| Kraj           | Certyfikat      | Sprzedaż |
| -------------- | --------------- | -------- |
| Francja (SNEP) | platynowa płyta | 200 000+ |